# Нор Ачин
Нор Ачин (јерм. Նոր Հաճըն) је град у Јерменији. По подацима из 2015. у граду је живело 9.400 становника.